# Cabret
Cabret is geitenleder. Het woord komt van capra (geit) en luidt in het Spaans en Portugees cabra.
Het wordt vooral gebruikt voor de vervaardiging van handschoenen. Ook wordt de naam gebruikt voor een type doedelzak. De balg van dergelijke instrumenten werd gewoonlijk uit geitenleder vervaardigd. In achttiende-eeuwse Nederlandse teksten komt het woord cabretleer of kabretleer voor. Zo beschreef Jacob Campo Weyerman (1677-1747) in Den Wandelende Jood het gezicht van een stokoude vrouw als volgt: zij was noch meerder gerimpeld als een voor een heeten oven gedroogde kabretleere handschoen.